# انتخابات محلی لندن (۲۰۱۸)
انتخابات محلی لندن در تاریخ ۳ مه ۲۰۱۸ در این شهر برگزار شد.
همه کرسی‌های شورای شهر لندن برای انتخابات آزاد هستند. (انتخابات شرکت‌ها در لندن در سال ۲۰۱۷ برگزار شد) انتخابات شهرداری نیز در مناطق هکنی، لویشام، نیوهام، منطقه تاور هملتس لندن و منطقه واتفورد برگزار شد. انتخابات پیشین لندن در سال ۲۰۱۴ برگزار شد.

## واجد شرایط بودن برای رای دادن
تمام انتخاب کنندگان ثبت نام شده (شهروندان بریتانیایی، ایرلندی، کشورهای مشترک‌المنافع و اتحادیه اروپا) که در روز رای‌گیری سن آن‌ها ۱۸سال یا بالاتر است، حق رای دادن در انتخابات محلی را دارند. فردی که دارای دو محل مسکونی است (مانند یک دانشجوی دانشگاه که درهنگام تحصیل یک آدرس دارد و در طول تعطیلات در منزل مسکونی‌اش هست) می‌تواند در هر دو آدرس بسته به این که در آن منطقه انتخابی باشند رای بدهد.